# Metropolregion Bangkok

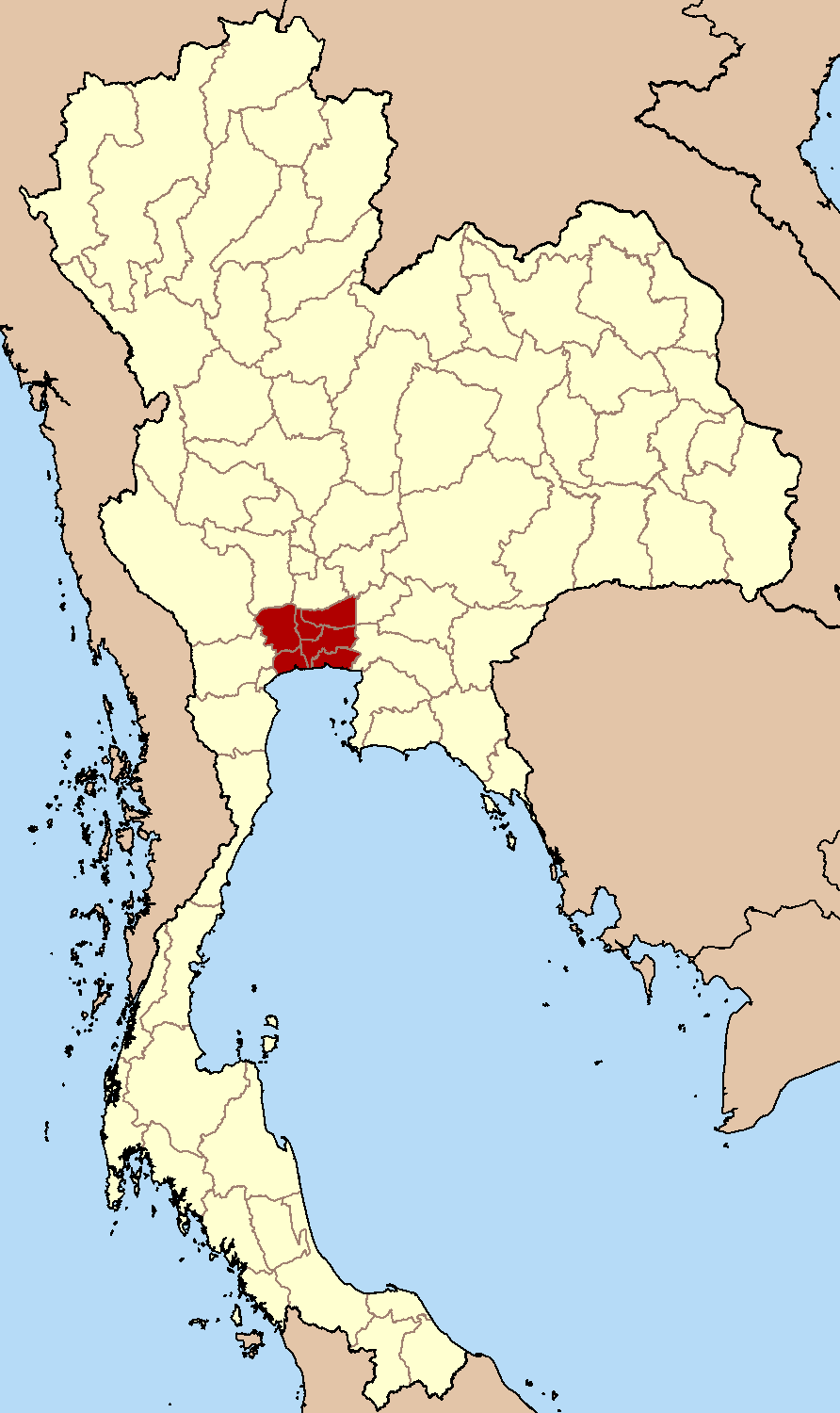
Karte BMR

Die Bangkok Metropolitan Region (BMR) (Thai: กรุงเทพมหานครและปริมณฑล) in Thailand umfasst außer der Stadt Bangkok die Provinzen Nakhon Pathom, Nonthaburi, Pathum Thani, Samut Prakan und Samut Sakhon.

## Überblick
Die Fläche der Bangkok Metropolitan Region beträgt 7761,5 Quadratkilometer. Bei der Volkszählung 2010 wurden in der Metropolregion 14,57 Millionen Menschen gezählt, beim Einwohnermeldeamt mit Hauptwohnsitz registriert waren im gleichen Jahr 10,33 Millionen. Im Jahr 2000 lebten in der Region etwa 10,08 Millionen Menschen, davon 9,40 Millionen beim Einwohnermeldeamt registrierte Personen. Die Differenz erklärt sich aus der unterschiedlichen Definition des Begriffes „Einwohner“ bei Volkszählungen und Fortschreibungen von Einwohnerzahlen aus dem Melderegister.
Die BMR ist die dominierende Region im Land. In der Hauptstadt werden alle wichtigen politischen und wirtschaftlichen Entscheidungen gefällt. Das Pro-Kopf-Bruttoinlandsprodukt liegt etwa zehnmal höher als in der ärmsten Region, dem Isan. Während die Hauptstadtregion sich wirtschaftlich entwickelte, profitierten weite Teile des Landes nicht oder hatten gar einen Rückgang des Bruttoinlandsproduktes zu verzeichnen. Durch diese Vorrangstellung hatte die BMR in den letzten Jahrzehnten einen immensen Wanderungszuwachs. Das Bevölkerungswachstum war in der Metropolregion seit 1960 etwa doppelt so hoch wie im Rest des Landes.

## Volkszählungsergebnisse 1960–2010
(1960–2000 jeweils 1. April, 2010 = 1. September, Angaben des National Statistical Office of Thailand)
| Gebiet        | 1960       | 1970       | 1980       | 1990       | 2000       | 2010       | Wachstum 1960–2010 in % |
| ------------- | ---------- | ---------- | ---------- | ---------- | ---------- | ---------- | ----------------------- |
| Bangkok       | 2.136.435  | 3.077.361  | 4.697.071  | 5.882.411  | 6.320.174  | 8.249.117  | 286,2                   |
| Nakhon Pathom | 370.481    | 419.319    | 525.906    | 629.573    | 809.062    | 942.560    | 154,6                   |
| Nonthaburi    | 196.196    | 269.067    | 369.777    | 574.702    | 810.254    | 1.333.623  | 580,1                   |
| Pathum Thani  | 189.801    | 233.861    | 319.674    | 412.407    | 669.042    | 1.326.617  | 601,6                   |
| Samut Prakan  | 234.701    | 329.404    | 484.829    | 769.822    | 1.014.449  | 1.828.044  | 681,2                   |
| Samut Sakhon  | 165.712    | 200.460    | 247.168    | 320.959    | 457.078    | 885.559    | 436,4                   |
| BMR           | 3.293.326  | 4.529.472  | 6.644.425  | 8.589.874  | 10.080.059 | 14.565.520 | 342,3                   |
| Thailand      | 26.257.916 | 34.397.374 | 44.824.540 | 54.548.530 | 60.606.947 | 65.479.453 | 149,4                   |

## Einwohnerentwicklung laut Melderegister 1971–2010
(jeweils 31. Dezember, Angaben laut Melderegister der Administrative and Civil Registration Division, Department of Local Administration, Ministry of Interior)
| Provinz       | 1971       | 1980       | 1990       | 2000       | 2010       | Wachstum 1971–2010 in % |
| ------------- | ---------- | ---------- | ---------- | ---------- | ---------- | ----------------------- |
| Bangkok       | 3.659.474  | 5.153.902  | 5.546.937  | 5.680.380  | 5.701.394  | 55,8                    |
| Nakhon Pathom | 472.897    | 561.346    | 657.182    | 781.138    | 860.246    | 82,2                    |
| Nonthaburi    | 285.780    | 386.741    | 668.760    | 859.607    | 1.101.743  | 286,3                   |
| Pathum Thani  | 260.802    | 324.468    | 452.693    | 654.701    | 985.643    | 278,8                   |
| Samut Prakan  | 347.285    | 535.858    | 854.883    | 995.838    | 1.185.180  | 241,5                   |
| Samut Sakhon  | 226.838    | 265.464    | 358.155    | 428.814    | 491.887    | 117,3                   |
| BMR           | 5.253.076  | 7.227.779  | 8.538.610  | 9.400.478  | 10.326.093 | 96,6                    |
| Thailand      | 36.820.097 | 46.961.338 | 56.303.273 | 61.878.743 | 63.878.267 | 73,5                    |